# Republic (Ohio)
Republic es una villa ubicada en el condado de Seneca en el estado estadounidense de Ohio. En el Censo de 2010 tenía una población de 549 habitantes y una densidad poblacional de 245,62 personas por km².

## Geografía
Republic se encuentra ubicada en las coordenadas 41°7′30″N 83°0′0″O / 41.12500, -83.00000. Según la Oficina del Censo de los Estados Unidos, Republic tiene una superficie total de 2.24 km², de la cual 2.24 km² corresponden a tierra firme y (0%) 0 km² es agua.

## Demografía
Según el censo de 2010, había 549 personas residiendo en Republic. La densidad de población era de 245,62 hab./km². De los 549 habitantes, Republic estaba compuesto por el 98.18% blancos, el 0.36% eran afroamericanos, el 0.55% eran amerindios, el 0.18% eran asiáticos, el 0% eran isleños del Pacífico, el 0% eran de otras razas y el 0.73% pertenecían a dos o más razas. Del total de la población el 1.82% eran hispanos o latinos de cualquier raza.